# Łan (Krasew)
Łan – część wsi Krasew w Polsce położona w województwie lubelskim, w powiecie radzyńskim, w gminie Borki.
W latach 1975–1998 Łan administracyjnie należał do ówczesnego województwa lubelskiego.